# Kenneth Swanstrom
 (septembre 2018).
Si vous disposez d'ouvrages ou d'articles de référence ou si vous connaissez des sites web de qualité traitant du thème abordé ici, merci de compléter l'article en donnant les références utiles à sa vérifiabilité et en les liant à la section « Notes et références ».
Kenneth Swanstrom est un chanteur suédois né en 1943 en Suède. En 1958, il forme son premier groupe sous le nom de « Ringvalla Skiffle Group ». En 1968 sa formation se fait appeler « Sun Incorporation » en hommage au célèbre label de disques de Memphis où débuta Elvis Presley, Jerry Lee Lewis et tant d’autres.
Son premier album sort en 1972 sous le titre Rockin’ Daddy. Ce premier album a été enregistré dans des conditions très rudimentaires. Par la suite, Swanstrom réalise d’autres enregistrements bien meilleurs, inspirés par son mentor Jerry Lee Lewis auquel il voue une admiration sans faille. Ses disques sont disponibles sur le label suédois Star Club Records.